# Paroligia albiorbis
Paroligia albiorbis là một loài bướm đêm trong họ Noctuidae.